# Автомагістраль G1 Пекін–Харбін

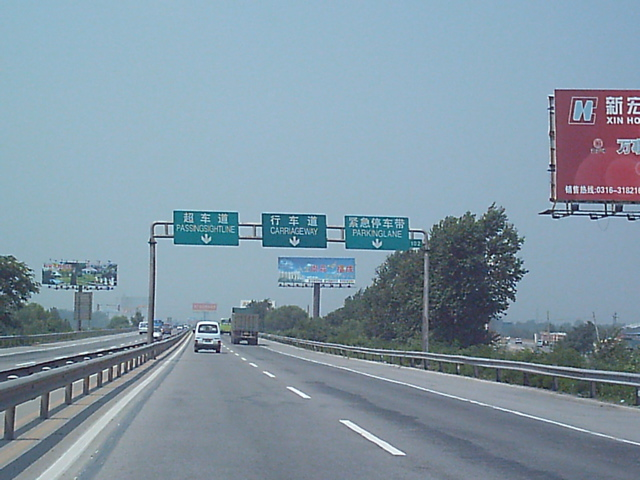
G1 у липні 2004 року

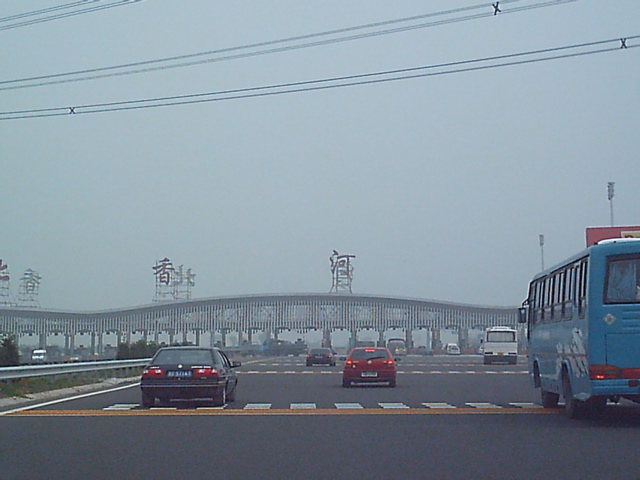
Ворота олати

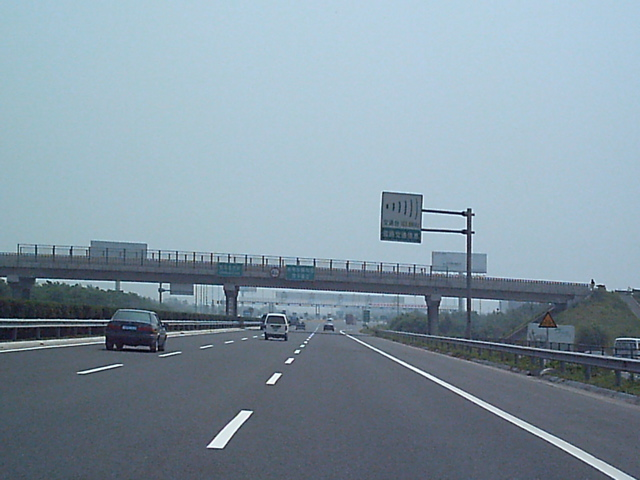
Автомагістраль G1 біля Пекіна

Автомагістраль Пекін – Харбін (кит.: 北京－哈尔滨高速公路), позначена як G1 і зазвичай скорочена як Jingha Expressway (кит.: 京哈高速) — це швидкісна дорога, що з’єднує міста Пекін і Харбін, Хейлунцзян.
Швидкісну автостраду Пекін – Харбін зазвичай називають швидкісною автострадою Цзінха. Ця назва походить від двох однолітерних китайських абревіатур двох міст, у яких закінчується швидкісна магістраль, Jing для Пекіна та Ha для Харбіна.

## Маршрут
Швидкісна автострада Пекін – Харбін пролягає від Пекіна, столиці країни, до Харбіна, столиці провінції Хейлунцзян. Вона проходить через наступні великі міста:
- Пекін
- Ланфан, Хебей
- Тяньцзінь
- Таншань, Хебей
- Ціньхуандао, Хебей
- Хулудао, Ляонін
- Цзіньчжоу, Ляонін
- Шеньян, Ляонін
- Сіпін, Цзілінь
- Чанчунь, Цзілінь
- Харбін, Хейлунцзян

## Історія
Першою ділянкою швидкісної автомагістралі Пекін-Харбін, відкритої в 1990-х роках, була короткочасна швидкісна автомагістраль Цзінцінь, яка пролягала між околицями Пекіна та Циньхуандао. 
У 1990-х роках швидкісну автомагістраль було продовжено на північний схід від Циньхуандао до Шеньяна та на захід до 4-ї кільцевої дороги в Пекіні, щоб перетворити її на швидкісну автостраду Цзіншень. 658 км швидкісної дороги від центру Пекіна до Шеньяна було завершено до 50-річчя Китайської Народної Республіки. Він відкрився для широкої автомобільної публіки 15 вересня 1999 року після чотирьох років роботи над різними розділами. 
Швидкісна магістраль була продовжена до Харбіна під час швидкого розширення китайської системи швидкісних доріг у 2000-х роках. Завершене будівництво швидкісної дороги було відкрито 28 вересня 2001 року. Зараз це одна із семи радіальних швидкісних доріг, що йдуть від Пекіна.
У 2003 і 2004 роках швидкісна дорога була вдосконалена шляхом видалення кількох платних станцій у 2003 році та ремонту раніше нерівного покриття дороги між 6-ю кільцевою дорогою та Сіцзічжень у Пекіні в 2004 році. 
8 жовтня 2004 року 36 автомобілів потрапили в жахливу серію автомобільних аварій на швидкісній трасі. Аварії сталися на смугах у західному напрямку біля розв'язки з автострадою Цзіньцзі в муніципалітеті Тяньцзінь. Рух був ускладнений понад півтори години. 

## Платна мережа
Коли швидкісну магістраль відкрили у вересні 1999 року, була велика кількість скарг на кількість пунктів оплати. У деяких випадках кожні 15 кілометрів з’являлися пункти оплати.
Автомагістраль Пекін–Харбін була побудована декількома різними організаціями, і в результаті кожна організація встановила свої власні платні пункти. Це сповільнило рух по маршруту, оскільки перед пунктами сплати стягувався трафік.
Міністерство зв'язку (транспорту) КНР втрутилося через чотири роки і оголосило, що з 1 вересня 2003 р. пункти збору плати Baodi у Тяньцзіні та пункти збору плати Yutian у Хебеї будуть знесені з метою створення мережевої системи оплати. Крім того, два пункти збору автомагістралі біля Шаньхайгуаня будуть об’єднані в один. (Плани також натякають, що платні ворота в Байлу, Пекін, на схід від східної 5-ї кільцевої дороги, скоро зникнуть, як тільки Пекін приєднається до мережевої системи оплати. Однак платні ворота в Сянхе в Хебеї будуть збережені.)